# Xantatge a una dona
 Xantatge a una dona  (original: Experiment in Terror) és una pel·lícula de suspens dirigida el 1962 per Blake Edwards i estrenada el 1962. És inspirada en una novel·la de Mildred i Gordon Gordon publicada l'any precedent, Operation terror. Ha estat filmada a San Francisco, on té lloc. Ha estat doblada al català. És un thriller distribuït per la Columbia Pictures i escrit per Mildred Gordon i Gordon Gordon basat en la seva novel·la de 1961 Operation Terror. La protagonitzen Glenn Ford, Lee Remick, Stefanie Powers i Ross Martin.

Pòster de la pel·lícula Experiment in Terror

## Argument
Quan Kelly Sherwood, una jove empleada de banca, torna al seu domicili en un barri de San Francisco, és atacada per un desconegut que li exigeix que robi cent mil dòlars del banc on treballa; si no compleix les seves ordres, assassinarà la seva germana Toby. Terroritzada, la jove es posa en contacte amb el FBI, però les pistes que aporta són molt escasses.

## Repartiment
- Glenn Ford: l'inspector de l'FBI John "Rip" Ripley, que organitza la protecció de dues germanes amenaçades per un assassí sàdic
- Lee Remick: Kelly Sherwood, una jove i bonica caixera d'un banc a San Francisco, amenaçada de mort, al mateix temps que la seva germana, per un assassí sàdic
- Stefanie Powers: Toby Sherwood, la seva jove germana de 16 anys, també amenaçada per l'assassí
- Ross Martin: Garland "Red" Lynch, un desequilibrat asmàtic que amenaça les dues germanes
- Roy Poole: Brad
- Ned Glass: Darger anomenat "Popcorn ", un periodista lamentable, indicador de l'FBI.
- Anita Loo: Lisa Soong, una jove xinesa mare d'un nen malalt
- Patricia Huston: Nancy Ashton, una fabricant de maniquins, mestra i víctima de Red

## Nominacions
- 1963. Globus d'Or al millor actor secundari per Ross Martin